# Lab (sockenhuvudort i Kina, Qinghai Sheng, lat 33,27, long 97,14)
Lab (kinesiska: 拉布, 拉布乡, 拉司通) är en sockenhuvudort i Kina. Den ligger i provinsen Qinghai, i den nordvästra delen av landet, omkring 560 kilometer sydväst om provinshuvudstaden Xining. Antalet invånare är 4 519. Befolkningen består av 2 059 kvinnor och 2 460 män. Barn under 15 år utgör 20,0 %, vuxna 15-64 år 71 %, och äldre över 65 år 8,0 %.
Runt Lab är det mycket glesbefolkat, med 4 invånare per kvadratkilometer. Lab är det största samhället i trakten. Trakten runt Lab består i huvudsak av gräsmarker.
Genomsnittlig årsnederbörd är 715 millimeter. Den regnigaste månaden är juli, med i genomsnitt 178 mm nederbörd, och den torraste är december, med 4 mm nederbörd.